# دژو لمهینی
دژو لمهینی (مجاری: Lemhényi Dezsö; ۹ دسامبر ۱۹۱۷ – ۴ دسامبر ۲۰۰۳) بازیکن واترپلو اهل مجارستان بود.